# Sandala
Sandala (hebrejsky סַנְדַלָה nebo צַנְדַלָה , arabsky صندله, anglicky Sandala) je vesnice v Izraeli, v Severním distriktu, v Oblastní radě Gilboa.

## Geografie
Leží na jižním okraji Jizre'elského údolí nadaleko od okraje pohoří Gilboa, v nadmořské výšce 111 metrů. Východně od obce vybíhá masiv Gilboa ve vrchol Har Giborim, ze kterého sem stéká vádí Nachal Gilboa, jež poblíž vesnice zleva přijímá vádí Nachal Chochit. Západně od obce se rozkládá převážně rovinatá krajina Jizre'elského údolí.
Vesnice je situována 32 kilometrů jihozápadně od Galilejského jezera, 22 kilometrů západně od řeky Jordánu, cca 10 kilometrů jihovýchodně od města Afula, cca 72 kilometrů severovýchodně od centra Tel Avivu a cca 45 kilometrů jihovýchodně od centra Haify. Sandalu obývají izraelští Arabové, přičemž ale etnické složení osídlení tohoto regionu je převážně židovské. Sandala, spolu se s nedalekou vesnicí Mukejbla, jsou zde jedinými arabskými sídly, navíc vzájemně oddělenými židovskou vesnicí Magen Ša'ul. Sandala ovšem leží jen 1 kilometr severně od Zelené linie, která odděluje Izrael od okupovaného Západního břehu Jordánu s demografickou převahou palestinských Arabů (město Dženín). Od Západního břehu Jordánu byl ale region okolo Sandaly počátkem 21. století oddělen izraelskou bezpečnostní bariérou.
Sandala je na dopravní síť napojena pomocí dálnice číslo 60.

## Dějiny
Sandala byla založena na konci (podle jiných údajů v polovině) 19. století obyvateli nedaleké arabské vesnice Arranah (dnes na Západním břehu Jordánu). Uvádí se jako datum založení i rok 1919 (patrně myšleno oficiální uznání jako samostatná obec).
Tato arabská vesnice měla v roce 1922 186 obyvatel.
Během války za nezávislost v roce 1948 byla sice vesnice ovládnuta izraelskými silami (Brigáda Golani, ale potom znovu obsazená iráckou invazní armádou a nakonec v rámci dohod o příměří začleněna pod kontrolu Izraele). Na rozdíl od mnoha jiných arabských vesnic nebyla Sandala vysídlena a uchovala si svůj etnický ráz i v rámci státu Izrael.
V obci funguje základní škola. Střední škola je pro všechny arabské obce v této oblastní radě ve vesnici Na'ura. Ekonomika vesnice je zčásti založena na zemědělství, část obyvatel za prací dojíždí.

## Demografie
Sandala je obývaná muslimy. Podle údajů z roku 2014 tvořili naprostou většinu obyvatel v Sandale Arabové. Jde o menší sídlo vesnického typu s rostoucí populací. K 31. prosinci 2014 zde žilo 1530 lidí. Během roku 2014 populace stoupla o 1,1 %.
| Rok            | 1922 | 1945 | 1961 | 1972 | 1983 | 1995  | 2001  | 2003  | 2004  | 2005  | 2006  | 2007  | 2008  | 2009  | 2010  | 2011  | 2012  | 2013  | 2014  |
| -------------- | ---- | ---- | ---- | ---- | ---- | ----- | ----- | ----- | ----- | ----- | ----- | ----- | ----- | ----- | ----- | ----- | ----- | ----- | ----- |
| Počet obyvatel | 186  | 270  | 417  | 587  | 723  | 1 032 | 1 300 | 1 346 | 1 387 | 1 427 | 1 467 | 1 496 | 1 515 | 1 376 | 1 405 | 1 459 | 1 489 | 1 514 | 1 530 |